# セイジスフィヨルズル
セイジスフィヨルズル（氷語: Seyðisfjörður、ラテン文字表記: Seydisfiordur、「かまどの火の峡湾」の意）は、アイスランドの東アイスランドにある、同名のフィヨルドの最も奥に位置する村である。

## 地理
セイジスフィヨルズルは、島内からリングロード沿線のエイイルススタジルから付近の山フィヤルザルヘイジ (Fjarðarheiði) を越えて約27キロメートルの道のりにある。セイジスフィヨルズルは、西のビョゥルブル（Bjólfur、1,085メートル）および東のストラゥンダルティンドゥル（Strandartindur、1,010メートル）をはじめとして、四方を山に囲まれている。
村の中心を通る道路が1本あり、フィヨルドには村のどこからでも行ける。フィヨルドの外側は村のどこからも遠いが、ニシツノメドリの営巣地などをはじめとする豊かな自然と、近くにあるヴェストダールスエイリ（Vestdalseyri、現在の教会がもとあった場所）といった遺跡などがある。

### 気候
他のアイスランドの都市と同様に気温の年較差は小さい。しかし、降水量は他都市と比較して多く、レイキャビクの約2倍である。
| セイジスフィヨルズル (1981-2000)の気候 | セイジスフィヨルズル (1981-2000)の気候 | セイジスフィヨルズル (1981-2000)の気候 | セイジスフィヨルズル (1981-2000)の気候 | セイジスフィヨルズル (1981-2000)の気候 | セイジスフィヨルズル (1981-2000)の気候 | セイジスフィヨルズル (1981-2000)の気候 | セイジスフィヨルズル (1981-2000)の気候 | セイジスフィヨルズル (1981-2000)の気候 | セイジスフィヨルズル (1981-2000)の気候 | セイジスフィヨルズル (1981-2000)の気候 | セイジスフィヨルズル (1981-2000)の気候 | セイジスフィヨルズル (1981-2000)の気候 | セイジスフィヨルズル (1981-2000)の気候 |
| 月                                     | 1月                                    | 2月                                    | 3月                                    | 4月                                    | 5月                                    | 6月                                    | 7月                                    | 8月                                    | 9月                                    | 10月                                   | 11月                                   | 12月                                   | 年                                     |
| -------------------------------------- | -------------------------------------- | -------------------------------------- | -------------------------------------- | -------------------------------------- | -------------------------------------- | -------------------------------------- | -------------------------------------- | -------------------------------------- | -------------------------------------- | -------------------------------------- | -------------------------------------- | -------------------------------------- | -------------------------------------- |
| 最高気温記録 °C （°F）                 | 17.5 (63.5)                            | 16.0 (60.8)                            | 15.4 (59.7)                            | 21.0 (69.8)                            | 21.5 (70.7)                            | 26.6 (79.9)                            | 27.0 (80.6)                            | 25.0 (77)                              | 25.0 (77)                              | 22.0 (71.6)                            | 20.7 (69.3)                            | 18.0 (64.4)                            | 27 (80.6)                              |
| 平均最高気温 °C （°F）                 | 3.0 (37.4)                             | 2.9 (37.2)                             | 3.1 (37.6)                             | 4.7 (40.5)                             | 8.4 (47.1)                             | 11.3 (52.3)                            | 13.0 (55.4)                            | 13.2 (55.8)                            | 10.0 (50)                              | 6.4 (43.5)                             | 4.4 (39.9)                             | 2.7 (36.9)                             | 6.93 (44.47)                           |
| 日平均気温 °C （°F）                   | −0.2 (31.6)                            | −0.3 (31.5)                            | −0.1 (31.8)                            | 1.4 (34.5)                             | 4.9 (40.8)                             | 7.8 (46)                               | 9.9 (49.8)                             | 9.9 (49.8)                             | 7.2 (45)                               | 3.8 (38.8)                             | 1.5 (34.7)                             | −0.2 (31.6)                            | 3.8 (38.83)                            |
| 平均最低気温 °C （°F）                 | −3.5 (25.7)                            | −3.5 (25.7)                            | −3.5 (25.7)                            | −1.6 (29.1)                            | 1.8 (35.2)                             | 4.8 (40.6)                             | 7.1 (44.8)                             | 7.0 (44.6)                             | 4.2 (39.6)                             | 0.8 (33.4)                             | −1.5 (29.3)                            | −3.3 (26.1)                            | 0.73 (33.32)                           |
| 最低気温記録 °C （°F）                 | −18.0 (−0.4)                           | −15.2 (4.6)                            | −18.0 (−0.4)                           | −12.6 (9.3)                            | −8.4 (16.9)                            | −3.5 (25.7)                            | 1.0 (33.8)                             | 0.0 (32)                               | −5.7 (21.7)                            | −9.9 (14.2)                            | −14.0 (6.8)                            | −15.8 (3.6)                            | −18 (−0.4)                             |
| 降水量 mm （inch）                     | 210.7 (8.295)                          | 156.1 (6.146)                          | 160.5 (6.319)                          | 94.2 (3.709)                           | 67.0 (2.638)                           | 55.9 (2.201)                           | 56.8 (2.236)                           | 95.0 (3.74)                            | 173.4 (6.827)                          | 214.2 (8.433)                          | 178.1 (7.012)                          | 188.6 (7.425)                          | 1,650.5 (64.981)                       |
| 出典：Icelandic Met Office             |                                        |                                        |                                        |                                        |                                        |                                        |                                        |                                        |                                        |                                        |                                        |                                        |                                        |

## 歴史
セイジスフィヨルズルに対する入植は、アイスランドの歴史の中でも早くに行われていた。最初の入植者はビョゥルブル（Bjólfur）であり、このフィヨルドの全体を治めていた。ソルンナルスタジル (Þórunnarstaðir) にある教会の遺跡（火災により焼失）は、炭素年代測定によって10世紀のものとされ、墓地の発掘では8世紀の遺物が見つかっている。
セイジスフィヨルズルの街としての発展は、ノルウェーの漁師たちによって1848年に始まって以来、彼らが建てた木造の建築物が今なお残っている。ヴェストダールスエイリには、世界初の近代的かつ工業化された捕鯨基地があった。この捕鯨基地は1864年にアメリカの捕鯨漁師であったトーマス・ウェルカム・ロイスが建設し、1866年まで捕鯨基地と貿易拠点を兼ねて営業されていた。
セイジスフィヨルズルには1906年、ヨーロッパ大陸とアイスランドを結ぶ初の海底ケーブルが敷設され、20世紀中ごろまでアイスランドの国際通信の拠点として機能した。1930年には村の中心部の川（の上流）にダムが建設され、初めてインフラによる電力が供給され始めた。また、インフラが整備されたことで、電気による街灯が設置された。
第二次世界大戦中には、イギリスおよびアメリカの軍事基地として利用された。現在も、放置された滑走路や爆撃されて沈没したままの El Grillo など、軍事基地としての名残がフィヨルド内に散見される。海底に沈む El Grillo は、潜水してその様子を見ることが可能である。
近年では村内の水産加工所が閉鎖されたため、村の経済は観光を重視するようになっているが、アイスランド東部では現在も漁港や造船所などの重要な漁業施設が存在する。

## 現在のセイジスフィヨルズル
セイジスフィヨルズルは、古い木製の建築物や、繁栄していた時代の史跡で知られている。現在のセイジスフィヨルズルには、整備されたキャンプ場、ホテル、プール、図書館、病院、郵便局、酒店などがある。また、芸術活動の場としてアート・センターや通信博物館があり、さらにアイスランド東部には、2館しかない映画館の両方がセイジスフィヨルズルに所在する。毎年7月には LungA 芸術祭が開催される。また、ドイツ系の芸術家であるディーター・ロスが使っていた住居とアトリエもある。スカフタフェットル文化センターには、ディーター・ロス・アカデミーの本拠地がある。
村内には複数の滝がある。ハイキング・コースとしては、村の中心を流れる川フィヤルザルアゥ (Fjarðará) の東岸に沿って進むコースが一般的である。この川を遡ると、滝が25か所ある。冬期にはフィヤルザルヘイジ (Fjarðarheiði) の山中に所在するスキー場が使われる。
村の約17キロメートル東のスカゥラネースには、自然や遺跡をガイドするための案内所がある。スカゥラネース近辺は自然保護区になっており、この案内所ではセイジスフィヨルズル内のフィヨルドを訪れる観光客やハイカーに、食料などを提供している。
セイジスフィヨルズルには毎週、デンマークのヒァツハルスおよびフェロー諸島のトースハウンから、スミリル・ラインのカーフェリーが来ている。2009年までは、ノルウェーのベルゲンおよびスコットランドのスクラブスターからも運航されていた。

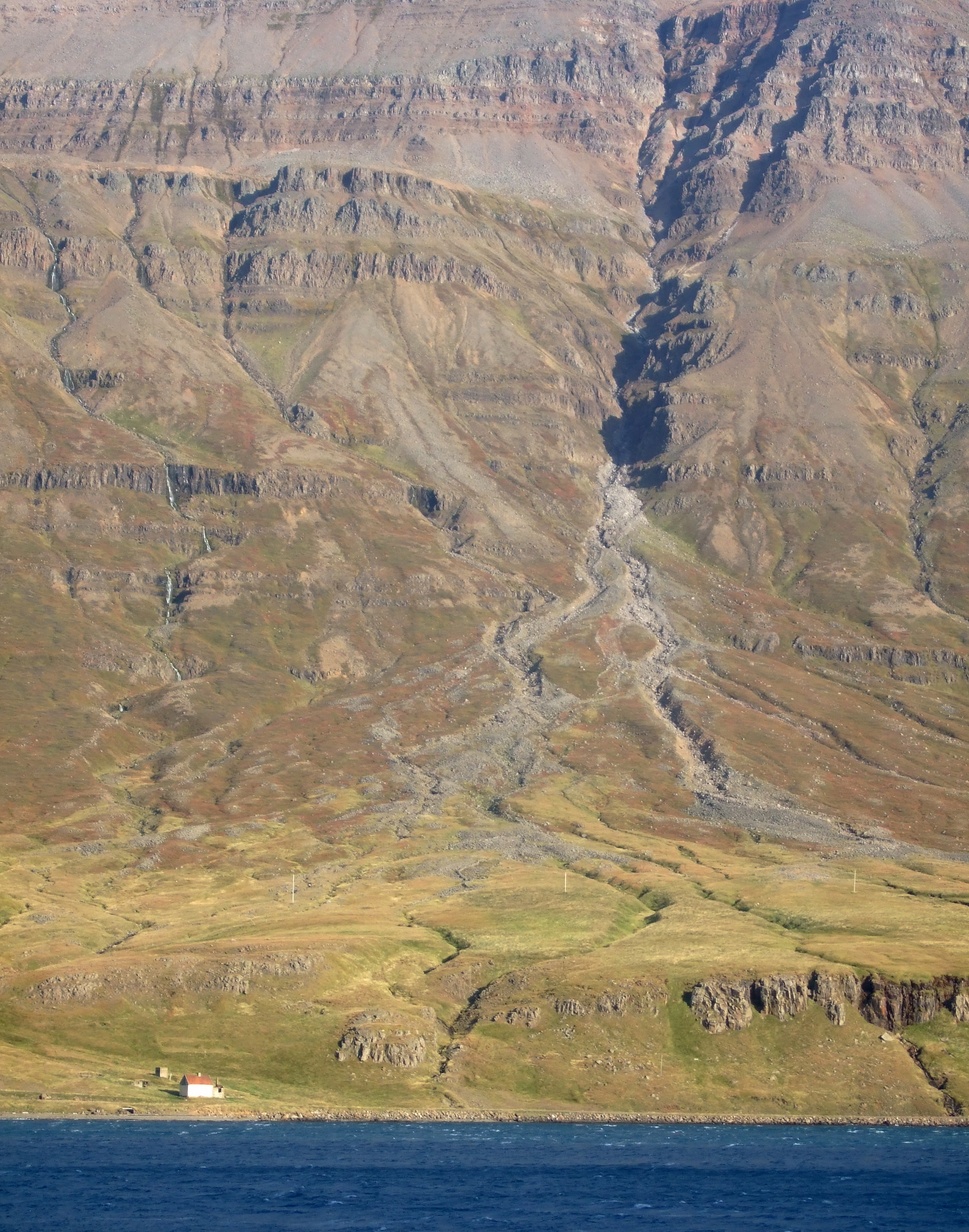
セイジスフィヨルズルの海からの遠景（2008年撮影）
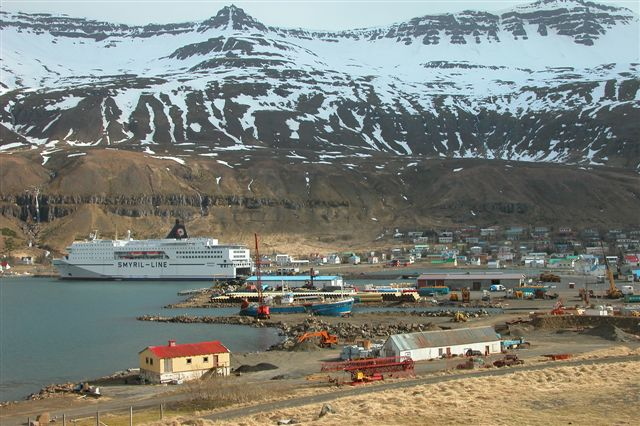
港に停泊するフェリー
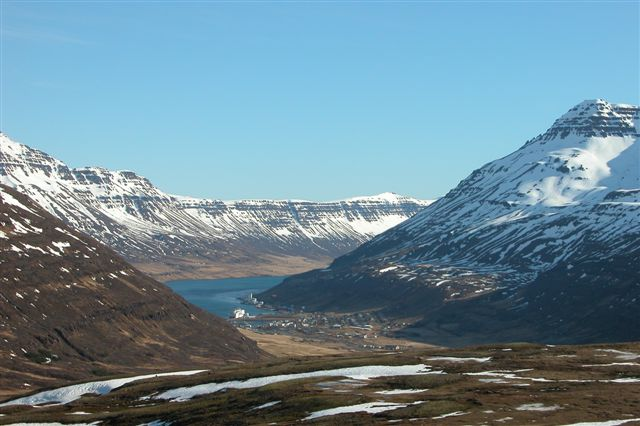
山からの遠景
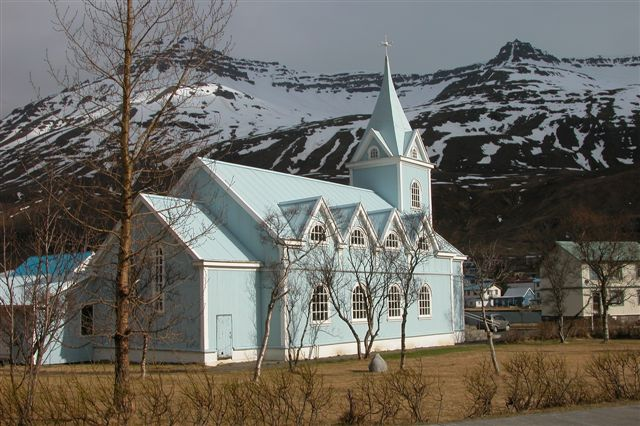
村の教会

## 姉妹都市
- フィンランド、ヴァンター